# NGC 2587
NGC 2587 je otvoreni skup u zviježđu Krmi.

## Vanjske poveznice
- SEDS: NGC 2587